# Marojala anophthalma
Marojala anophthalma là một loài bướm đêm trong họ Noctuidae.